# Gerald T. Whelan
Gerald T. Whelan (* 14. Mai 1925 in Hastings, Nebraska; † 2. Januar 1993) war ein US-amerikanischer Politiker. Zwischen 1975 und 1979 war er Vizegouverneur des Bundesstaates Nebraska.

## Werdegang
Gerald Whelan studierte zunächst an der University of Nebraska in Lincoln. Nach einem Jurastudium an der Creighton University und seiner Zulassung als Rechtsanwalt begann er in Hastings in diesem Beruf zu arbeiten. Während des Zweiten Weltkrieges diente er in der United States Navy. Politisch schloss er sich der Demokratischen Partei an. Im Jahr 1960 kandidierte er erfolglos für das US-Repräsentantenhaus.
1974 wurde Whelan an der Seite von J. James Exon zum Vizegouverneur von Nebraska gewählt. Dieses Amt bekleidete er zwischen 1975 und 1979. Dabei war er Stellvertreter des Gouverneurs und formaler Vorsitzender der Nebraska Legislature. Im Jahr 1978 scheiterte seine Bewerbung um das Amt des Gouverneurs von Nevada. Er starb am 2. Januar 1993.